# أغنية نبيل
أغنية نبيل هي مذكرات الشاعر العراقي نبيل ياسين وعائلته الممتدة. ألفت الصحفية البريطانية جو تاتشيل هذا المقال ونشراته في المملكة المتحدة في عام 2006.

## المخطط التفصيلي
يتناول هذا الكتاب حياة نبيل ياسين، الناشط السياسي وأحد أشهر شعراء العراق في حياته الحافلة بالأحداث في العراق خلال الخمسينيات والستينيات والسبعينيات من القرن العشرين أثناء صعود البعث وظهور صدام حسين، والقمع والدكتاتورية والعنف في ظل النظام البعثي العسكري.

## القائمة السوداء
في عام 1978، أُضيف ياسين إلى القائمة الثقافية السوداء سيئة السمعة بسبب رفضه الثابت كتابة الشعر للنظام أو تمجيد صدام حسين.

## المنفى
في عام 1979، وبعد مطاردة ومحاولة اغتيال غريبة، فر ياسين وزوجته وطفله إلى المنفى. قبل رحيله كتب ياسين: «لقد تم غزو هذا البلد ألف مرة .. بغض النظر عن من يشغل كرسي السلطة ... هناك رغبة إنسانية أكبر في استكشاف الحقيقة.»
ويتحدث الكتاب عن المعاناة التي يجب أن تتحملها أسرته المتجولة في المنفى، بالإضافة إلى قوة المقاومة الأدبية. الشعر (المغنى أو المرتل وليس المنقول – ومن هنا جاء عنوان الكتاب) هو الشكل الثقافي الأبرز في العراق. اعتُبرت كتابات ياسين ثورية لأنها دمجت بين النهج الشعري الحديث (وخاصة استخدام الصور المجردة) والشكل التاريخي العربي التقليدي. ومن أشهر أعماله ديوان الأخ ياسين (الذي كتبه عام 1974) وملحمة بلاد ما بين النهرين التي دفعته إلى النجومية الأدبية وجعلته واحدًا من أكثر الشعراء الشباب المحبوبين في العراق خلال منتصف سبعينيات القرن العشرين. كان يطلق عليه في ذلك الوقت لقب بوب ديلان العراقي بسبب موقفه الصريح بشأن حرية التعبير والنفاق السياسي وحقيقة أنه يبدو وكأنه يحظى بآذان الشباب. كانت قصيدة الإخوة ياسين مرة أخرى التي كتبها في منفاه في لندن ونشرت في طبعة محدودة من 500 نسخة فقط، هي الأكثر استثنائية من بين كل قصائده.
ويُعتقد أن نسخة واحدة من هذه القصيدة هُربت إلى العراق عن طريق البر خلال أوائل تسعينيات القرن العشرين، ووزعتها الأوساط الأدبية السرية، وأصبحت بمثابة صرخة حاشدة لأولئك الذين كانوا يعارضون حكم صدام. وكانت القصيدة تُتلى في كثير من الأحيان كنوع من التحدي، وكانت المقالة التي كتبتها الصحفية جو تاتشيل عن الرحلة غير العادية التي خاضتها القصيدة في طريق عودتها إلى العراق هي التي دفعتني إلى كتابة هذا الكتاب.